# Slottsskogens djurpark
Slottsskogens djurpark ligger i Slottsskogsparken, en 137 hektar stor park i stadsdelen Slottsskogen, strax sydväst om Göteborgs centrum. Den är en av de äldsta djurparkerna i Sverige. Det är gratis att gå i djurparken, då ingen inträdesavgift tas ut av besökare.

## Historik

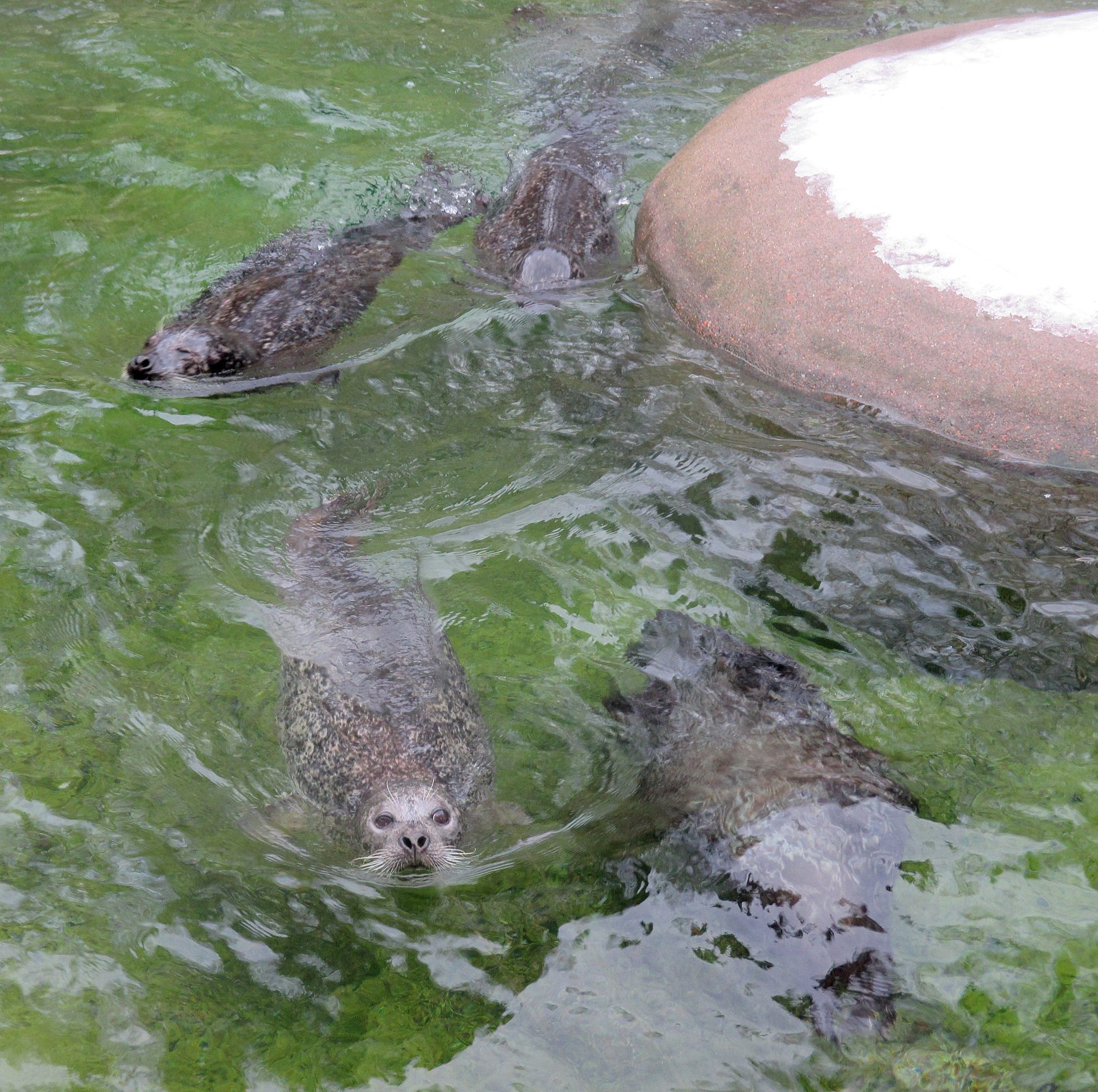
Knubbsälarna i Säldammen i Slottsskogen. Den första sälen kom till parken redan 1902.

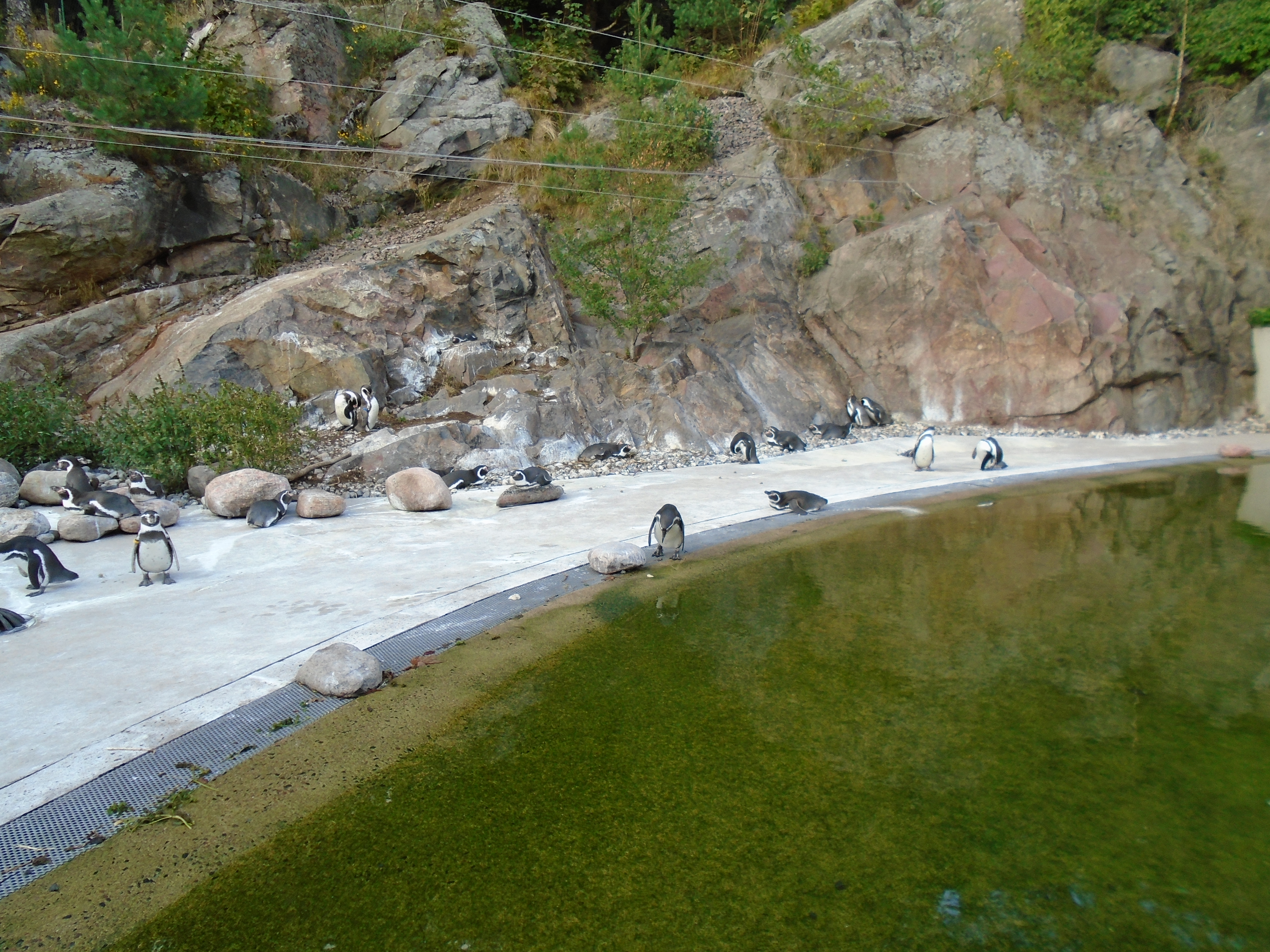
Humboldtpingviner i Slottsskogen.

År 1870 fördes frågan om Slottsskogsparkens planerande på tal i stadsfullmäktige och våren 1875 startade arbetet med att förvandla området till en parkanläggning. Parken öppnades delvis för allmänheten 1876, och det officiella namnet var då Slottsskogsparken.
I parkens kuperade del, som tidigare kallats Kohagen, anlades en plantskola 1876. Tidigt fanns det planer på att även hålla djur i Slottsskogen. I Göteborg fanns vid denna tid ingen djurparksverksamhet. På 1860-talet hade det funnits ett antal burar i Trädgårdsföreningen med grävling, ekorre, berguv och andra vanliga fåglar. Men denna verksamhet lades ned och kvar blev bara en fågeldamm. Den första djurhållning i Slottsskogen var ett hjorthägn som anlades i anslutning till plantskolan, och som invigdes 1891 med tio dovhjortar, varav två tjurar, importerade från Skottland. I juni 1896 donerade en sjökapten en "indisk bock" till Slottsskogen. Vilken art det rörde sig om är oklart. Under vintern bodde den i ett stall tillsammans med en tamget och våren därpå släpptes den återigen ut i hjorthägnet. Fram till sekelskiftet 1800-1900 var dessa det enda djur som hölls i Slottsskogen.
I början av 1900-talet hade Slottsskogen en överträdgårdsmästare som hette Thure Ohlson. Han byggde ut djurgårdarna och fågeldammarna 1907. Redan 1902 hade parken tagit emot en säl, som snart blev en uppskattad publikfavorit. Men den hade inte tillgång till någon lämplig damm och avled snart. År 1905 erbjöd sig direktör James Keiller att bekosta en säldamm. Säldammen placerades i en dal på mittersta delen av åsen, i öster. Säldammen har byggts om vid flera tillfällen, bland annat göts en ny 1937. Den nuvarande säldammen invigdes 1993.
1902 skänktes även en ung älg till Slottsskogen och två unga björnar. De senare skänktes av grosshandlare Morits Fraenkel och placerades i en gallerförsedd inhägnad med en utsprängd grotta. Det var närheten till denna som gjorde att den dåvarande restaurangen i folkmun döptes om till Björngårdsvillan. De två sista björnarna avlivades, den ena 1928 och den sista, en äldre hona 1931.
Till Göteborgs jubileumsutställning 1923 fick parken ett antal Gotlandsruss, vars ättlingar fortfarande hålls i parken.
Sedan mitten av 1960-talet har Slottsskogen haft humboldtpingviner, vilket är en utrotningshotad art och där Slottsskogen är del av ett genbanksprojekt. Dagens damm byggdes våren 2006 och ligger i samma dal som Säldammen, men i dess västra del och ligger granne med "Svanhuset" där det idag hålls gäss och Fågelhuset där det idag framförallt hålls olika lantraser. Tidigare fanns där även en del tropiska fågelarter men 2010 försvann de av ekonomiska skäl och för att djurparken skulle koncentrera sig på nordiska arter. Samtidigt försvann också ett 20-tal flamingor, som om somrarna levt i Stora dammen sedan 1960-talet, och de två pelikanerna i August Kobbs damm, av samma skäl. Flamingorna såldes till Helsingborgs fågelpark och Furuviksparken i Gävle, och pelikanerna till Ebeltoft Zoo i Danmark.
1998 startade företaget Tropikhuset zoologisk verksamhet med tropiska djur i Björngårdsvillan, främst fåglar, reptiler och leddjur, men även mindre apor som vit silkesapa. Fem år senare gick dock firman i konkurs, och djuren såldes eller skänktes bort.

## Djurbestånd och aktiviteter
Bland djuren som finns i Slottsskogens djurpark idag kan nämnas påfåglar, gäss, humboldtpingvin, hängbukssvin, knubbsäl, skogsren, dovhjort och älg. I djurparken hålls också äldre lantraser som dalapälsfår, gotlandskanin, gotlandsruss, gutefår, helsingefår, jämtget, mellerudskanin, orusthöna, skånegås, svarthöna och ölandsgås.
Under sommarhalvåret flyttar några av djuren ner till Barnens zoo, där det finns ponnyridning och klapp-hage. Barnens zoo kom till 1971, lagom till Göteborgs 350-årsjubileum, och invigdes den 28 april. Anläggningen kom till på initiativ av Harry Hjörne, och kostade cirka 400 000 kronor att iordningställa. Den innehöll åtta byggnader, och i de sju hus som var avsedda för djuren, fanns det: tio grisar, två kalvar, 18 getter, tre tackor - gotländska utegångsfår - med två lamm var, åtta hundvalpar, 20 marsvin, 10 dvärghöns, tre kalkoner med 21 kycklingar och sju kaniner. Djurhagarna hade ursprungligen en yta av 1 500 kvadratmeter.
År 2010 slopades möjligheten att gå in och klappa djuren på barnens zoo på grund av ekonomiska skäl. Den återinfördes dock år 2012, så att man återigen kan klappa djuren under sommarhalvåret.

## Medlemskap
Slottsskogen är medlem i Svenska Djurparksföreningen (SDF).